# James Ayscough
James Ayscough (... – 1759) è stato un artigiano inglese.
Costruttore inglese di strumenti scientifici, fu apprendista dell'ottico James Mann (1706-1756), con il quale entrò in società negli anni 1743-1747. Pubblicarono insieme vari scritti sui microscopi. Al Museo Galileo di Firenze è esposto un microscopio a cassetta da lui realizzato.